# Новознаменка (Україна)
Новознаменка — селище в Україні, в Іванівському районі Херсонської області. Населення становить 84 осіб.
24 лютого 2022 року село тимчасово окуповане російськими військами під час російсько-української війни.

## Населення
Згідно з переписом УРСР 1989 року чисельність наявного населення селища становила 104 особи, з яких 52 чоловіки та 52 жінки.
За переписом населення України 2001 року в селищі мешкали 82 особи.

### Мова
Розподіл населення за рідною мовою за даними перепису 2001 року:
| Мова       | Відсоток |
| ---------- | -------- |
| українська | 85,71 %  |
| російська  | 14,29 %  |